# ويد مارشال
ويد مارشال (بالإنجليزية: Wade Marshall)‏ هو عالم أعصاب أمريكي، ولد في 1907، وتوفي في 1972.